# Damon Salvatore
Damon Salvatore este personajul principal din serialul de televiziune The Vampire Diaries. Povestea acestuia începe in anul 1864, în Mistic Falls, la conacul tatălui său, unde locuia cu fratele (Stefan Salvatore) și părintele acestuia (Giusseppe Salvatore). Într-o zi, o femeie pe nume Katherine Pierce vine pentru a sta la conac sub pretextul că locuința acesteia și parinții ei arseseră într-un accident teribil.
Damon și Stefan se îndrăgostesc de Katherine.
Damon și Stefan ajung să fie transformați în vampiri de Katherine, aceasta fiind un vampir din secolul al-IV-lea, dar Damon ia hotărârea să plece de lângă fratele său și de atunci își continuă viața eternă ca un vampir singuratic.
Într-o zi, și el și Stefan se întorc în Mistic Falls, unde se îndrăgostesc de frumoasa Elena Gilbert. Elena si Stefan sunt împreună pentru un timp, până Elena este transformată în vampir și realizează că este îndragostită de Damon.